# ۹۶۱ (میلادی)
۹۶۱ (میلادی) نهصد و شصت و یکمین سال تقویم میلادی است.

## درگذشتگان
‎